# Comté de Blount (Alabama)
Pour les articles homonymes, voir Comté de Blount et Blount.
Le comté de Blount (Blount County en anglais) est un comté des États-Unis, situé dans l'État de l'Alabama. Son siège est situé à Oneonta.

## Histoire
Le Comté de Blount a été fondé le 6 février 1818 et nommé d'après Willie Blount.

## Démographie
| 1820  | 1830  | 1840  | 1850  | 1860   | 1870  |
| ----- | ----- | ----- | ----- | ------ | ----- |
| 2 415 | 4 233 | 5 570 | 7 367 | 10 865 | 9 945 |

| 1880   | 1890   | 1900   | 1910   | 1920   | 1930   |
| ------ | ------ | ------ | ------ | ------ | ------ |
| 15 369 | 21 927 | 23 119 | 21 456 | 25 538 | 28 020 |

| 1940   | 1950   | 1960   | 1970   | 1980   | 1990   |
| ------ | ------ | ------ | ------ | ------ | ------ |
| 29 490 | 28 975 | 25 449 | 26 853 | 36 459 | 39 248 |

| 2000   | 2010   | - | - | - | - |
| ------ | ------ | - | - | - | - |
| 51 024 | 57 322 | - | - | - | - |